# Semiothisa niptra
Semiothisa niptra là một loài bướm đêm trong họ Geometridae.